# Megaselia subatomella
Megaselia subatomella är en tvåvingeart som först beskrevs av Malloch 1912.  Megaselia subatomella ingår i släktet Megaselia och familjen puckelflugor.
Artens utbredningsområde är New York. Inga underarter finns listade i Catalogue of Life.